# Eremiomyces echinulatus
Eremiomyces echinulatus är en svampart som först beskrevs av Trappe & Marasas, och fick sitt nu gällande namn av Trappe & Kagan-Zur 2005. Eremiomyces echinulatus ingår i släktet Eremiomyces och familjen Pezizaceae.   Inga underarter finns listade i Catalogue of Life.